# Michel Maxime Egger
Pour les articles homonymes, voir Egger.
 (mars 2022).
Michel Maxime Egger, né le 20 juin 1958, est un écothéologien, essayiste, conférencier et ancien journaliste, éditeur et traducteur suisse. Il est le fondateur du Laboratoire de transition intérieure porté par l'EPER et Action de Carême.

## Biographie
Détenteur d'un master en sociologie à l'Université de Neuchâtel (1981), Michel Maxime Egger se définit comme un apprenti « méditant-militant ». Cette appellation réunit les deux axes qui nourrissent son parcours de vie et sa réflexion. D'une part, un axe spirituel centré sur l'unité entre le cosmique, l'humain et le divin. D'autre part, un axe écocitoyen centré sur l'engagement pour la « grande transition » vers des sociétés de sobriété joyeuse et de justice, solidaires et respectueuses des limites de la planète. Il crée en 2016 le Laboratoire de transition intérieure qui articule ces deux axes spirituel et écocitoyen pour explorer les dimensions de la transition écologique et expérimenter la voie de personne méditante-militante.

### Axe spirituel
Michel Maxime Egger passe son enfance dans le catholicisme. Après un séjour d'une année en Inde, un passage de plusieurs années par le bouddhisme zen et le « Centre de rencontres spirituelles et de méditation », initié par Henri Hartung (1921-1988) à Fleurier (Suisse), il retrouve dès 1987 ses racines chrétiennes dans la tradition de l'Église orthodoxe. Il rencontre en 1988 l'Archimandrite Sophrony (1896-1993) au monastère Saint-Jean Baptiste, fondé par ce dernier dans l'Essex (Grande-Bretagne).
Le cheminement spirituel de Michel Maxime Egger au sein de l'Église orthodoxe se traduit notamment par la création en 1992 des éditions le Sel de la Terre (ses quelque 25 titres deviennent une collection des Éditions du Cerf), ainsi que la cofondation en 1993 de l'Association Saint-Silouane l'Athonite qu'il anime pendant plus de dix ans. Il s'engage également de 1995 à 2005 comme diacre à la Paroisse orthodoxe francophone de Genève Sainte-Trinité-Sainte-Catherine (Patriarcat œcuménique de Constantinople).
En 2005, il cofonde avec la théologienne Lytta Basset La Chair et le Souffle, une revue d'anthropologie et de spiritualité publiée par la Faculté de théologie de l'Université de Neuchâtel et, dans les dernières années, les éditions Labor et Fides. Il est membre du comité de rédaction jusqu'à la cessation de la revue en 2015.

### Axe écocitoyen
L'engagement écocitoyen de Michel Maxime Egger se manifeste dans la suite de ses études en sociologie. Dès 1981, il fait une douzaine d'années de journalisme, en particulier au sein de l'agence de presse suisse (Agence télégraphique suisse devenue Keystone-ATS) et les magazines L'Hebdo et Construire (devenu Migros Magazine).
Il accomplit ensuite pendant plus de vingt ans un travail de plaidoyer pour le développement durable et des relations Nord-Sud plus équitables. D'abord chez l'ONG suisse Pain pour le prochain (1993-2002) où il est l'une des chevilles ouvrières de la campagne suisse pour l'interdiction des mines antipersonnel, et de la campagne Clean Clothes pour des habits produits dans la dignité. Ensuite, au sein de l'ONG suisse Alliance Sud dont il fait partie de la direction et où il est responsable des dossiers commerce international et entreprises multinationales. Il figure ainsi parmi les initiateurs du mouvement autour de la pétition « Droit sans frontières » qui aboutit à l'Initiative pour des multinationales responsables, un mouvement regroupant plus de cent ONG, syndicats et Églises, dont il fut l'un des coordinateurs et porte-paroles jusqu'en 2016.

## Voie de la personne méditante-militante
Ces deux axes spirituel et écocitoyen forment un tout dans une approche de la transition écologique et sociale que Michel Maxime Egger veut intégrale (et non intégriste), en articulant les dimensions intérieures et extérieures, individuelles et collectives. Sa conviction est que, aussi nécessaire soit-elle, l'écologie dite « extérieure » (ou « de surface ») faite de normes internationales, de lois, de technologies vertes et d'écogestes au quotidien ne suffit pas, car elle ne va pas à la racine de la crise écologique.
Pour répondre en profondeur aux enjeux écologiques, climatiques et sociaux, un changement de paradigme est nécessaire, fondé sur un dépassement des dualismes, une mise en boucle de la transformation de soi et de la transformation du monde. Autrement dit, une mutation à la fois spirituelle et politique portée par une nouvelle manière de s'engager : la personne méditante-militante. La conjonction de ces deux axes spirituel et écocitoyen s'incarne de quatre manières dans la vie de Michel Maxime Egger.

### Travail d'écriture et de conférencier
À travers un travail de réflexion et d'écriture, Michel Maxime Egger devient l'auteur de plusieurs ouvrages et articles. Il participe également à diverses émissions et donne de nombreuses conférences. Dans le monde francophone, il est considéré comme l'un des pionniers de l'écospiritualité, une approche holistique, non dualiste, laïque et transreligieuse de l'écologie. Selon l'écospiritualité, écologie et spiritualité sont, pour reprendre les termes de Michel Maxime Egger, « indissociables, parce que nous sommes avec la Terre dans une communauté d'être, de vie et de destin. Parce que la nature – au-delà de ses apparences matérielles – est habitée par le mystère du “plus grand que soi” qui est la source de toute vie. Parce que sans une nouvelle conscience et un sens du sacré, nous n'arriverons pas à rétablir l'équilibre de la planète, construire le monde véritablement durable et équitable auquel nous aspirons. »
Michel Maxime Egger fait également partie de ceux qui font connaître en Europe francophone l'écopsychologie. Ce champ de recherche transdisciplinaire explore « l'idée de l'existence d'un lien ontologique entre les êtres humains et la nature comprise comme le “vivant” au sens large » dans le but – à travers différentes pistes théoriques et pratiques – de conduire à la guérison conjointe de la Terre et de l'humanité : comme l'explique Michel Maxime Egger, « soigner l'esprit » contribue à « guérir la Terre ». En d'autres termes, il s'agit de « retrouver notre capacité à résonner à l'unisson de l'âme du monde, à nous relier à notre propre nature, et donc à la nature et à ses constituants, par notre corps, nos sens, notre âme, notre esprit et aussi notre raison. »

### Laboratoire de transition intérieure
En août 2016, Michel Maxime Egger crée un Laboratoire de transition intérieure au sein de l'ONG suisse Pain pour le prochain (devenue l'EPER en 2022) et porté également dès 2020 par Action de Carême. Dans l'interface entre la société civile, le mouvement de la transition ainsi que les milieux d'Église et des spiritualités holistiques, cette initiative offre des espaces pour comprendre les dimensions psychologiques, culturelles et spirituelles de la transition écologique et sociale, explorer et expérimenter la voie de la personne méditante-militante, à travers notamment des ateliers pratiques de lien en profondeur à soi, aux autres, au vivant et mystère du sacré en mobilisant toutes sortes d'outils, en particulier le « Travail Qui Relie » de l'écophilosophe américaine Joanna Macy. La formation du Laboratoire « illustre bien comment le spirituel n'est plus cantonné à une sphère privée et individuelle, mais devient un instrument public et politique manifeste ».

### Trilogies
En 2004, Michel Maxime Egger fonde la plateforme web Trilogies - Entre le cosmique, l'humain et le divin où sont mis en dialogue traditions spirituelles, quêtes de sens, écologie et grands enjeux socio-économiques de notre temps.

### Collection Fondations écologiques
De début 2014 à avril 2024, Michel Maxime Egger a codirigé notamment avec Philippe Roch la collection Fondations écologiques aux Éditions Labor et Fides où il a publié plusieurs ouvrages : La Terre comme soi-même en 2012, Soigner l'esprit, guérir la Terre en 2015 et L'être caché du cœur - Voies de la contemplation en 2020.

## Publications

### Ouvrages
- Prier 15 jours avec Silouane, Paris, Éditions Nouvelle Cité, 2002 (réédition en 2019 et 2024)
- La Terre comme soi-même, Genève, Labor et Fides, 2012
- Soigner l'esprit, guérir la Terre, Genève, Labor et Fides, 2015
- Écopsychologie - Retrouver notre lien avec la Terre, Genève, Jouvence, 2017
- Écospiritualité - Réenchanter notre relation à la nature, Genève, Jouvence, 2018
- Se libérer du consumérisme - Un enjeu majeur pour la Terre et l'humanité, Genève, Jouvence, 2020
- L'être caché du coeur - Voies de la contemplation, Genève, Labor et Fides, 2020
- Réenchanter notre relation au vivant - Écopsychologie et Écospiritualité, Genève, Jouvence, 2022
- Reliance. Manuel de transition intérieure, co-écrit avec Tylie Grosjean et Elie Wattelet, Arles, Actes Sud, 2023
- À l'écoute de la création, Bière, Cabédita, 2024

### Ouvrages dirigés
- Les richesses de l'Orient chrétien (dir. Philippe Baud et Michel Maxime Egger), Éditions Le Sel de la Terre et Saint-Augustin, 2000
- Changer pour vivre mieux, numéro spécial de La Chair et le Souffle, Montréal, Novalis, 2010

### Ouvrages collectifs
- Le commerce durable. Vers de plus justes pratiques commerciales entre le Nord et le Sud, Genève, Institut universitaire d'études du développement (IUED), 2001
- Société de l’information et coopération internationale Development.com, Genève, Institut universitaire d’études du développement (IUED), 2003
- Écologie, spiritualité : la rencontre – Des sages visionnaires au chevet de la planète, Éditions Yves Michel, 2007
- S’ouvrir à la compassion (dir. Lytta Basset), Paris, Albin Michel, Espaces libres, 2009
- Nous réconcilier avec la Terre – Rencontre avec des veilleurs (dir. Hervé René Martin et Claire Cavazza), Paris, Flammarion, 2009
- Crise écologique, crise des valeurs. Défis pour l'anthropologie et la spiritualité (dir. Dominique Bourg et Philippe Roch), Genève, Labor et Fides, 2010
- Dictionnaire de la pensée écologique (dir. Dominique Bourg et Alain Papaux), PUF, 2015
- S'engager pour le climat, Éditions de l'Atelier, 2015
- Terre créée, terre abîmée, terre promise..., Fédération protestante de France, 2015
- Qu'as-tu fait de ta terre ? (dir. Robert Scholtus), Éditions Lessius, 2016
- Tarkovski (dir. Franck Damour), Éditions Corlevour, 2016
- Faire la paix avec la Terre, Genève, Jouvence, 2017
- Le Bouddha est-il vert ? (conversations avec Jean-Marc Falcombello), Genève, Labor et Fides, 2017
- Le Bien commun par-delà les impasses (dir. Paul H. Dembinski et Jean-Claude Huot), Saint-Maurice, Éditions Saint-Augustin, 2017
- Les transitions écologiques, Genève, Jouvence, 2018
- Terre en péril, Terre en partage, Paris, Éditions Scriptura, 2020
- Humains, animaux, nature – Quelle éthique des vertus dans le monde qui vient ?, Paris, Hermann, 2020
- La philosophie, un art de vivre, Bière, Cabédita, 2021
- La Nouvelle théologie verte (Christophe Monnot et Frédéric Rognon éd.), Genève, Labor et Fides, 2021
- Être(s) vivant(s) (dir. Manon Sala), Bordeaux, Le Bord de l'eau, 2025

### Préfaces
- Michel Quenot, La Résurrection et l’icône, Éditions Mame, 1992
- Archimandrite Sophrony, De vie et d’esprit, Pully, Éditions Le Sel de la Terre, 1992
- Kallistos Ware, Le royaume intérieur, Paris, Éditions du Cerf & Le Sel de la Terre, 1993
- Jean de Valaam, Béatitudes, Paris, Éditions du Cerf & Le Sel de la Terre, 1994
- Georges Khodr, Et si je disais les chemins de l’enfance, Paris, Éditions du Cerf & Le Sel de la Terre, 1997
- Archimandrite Sophrony, La prière, expérience de l’éternité, Paris, Éditions du Cerf & Le Sel de la Terre, 1998
- Boris Bobrinskoy, La compassion du Père, Paris, Éditions du Cerf & Le Sel de la Terre, 2000
- Alla Selawry, Jean de Cronstadt, Paris, Éditions du Cerf & Le Sel de la Terre, 2001
- Luc de Simféropol, Voyages à travers la souffrance, Paris, Éditions du Cerf & Le Sel de la Terre, 2001
- Alexandre Men, Au fil de l’Apocalypse, Paris, Éditions du Cerf & Le Sel de la Terre, 2003
- Édouard Dommen, Aimer la Création comme soi-même, Éditions Nicolas Junod, 2018
- Joanna Macy et Chris Johnstone, L'espérance en mouvement, Genève, Labor et Fides, 2018
- Julie Cabot Nadal, À la recherche du féminin perdu, Genève, Jouvence, 2019
- Cécile Entremont, Petit manuel d’écologie intérieure, Paris, TempsPrésent, 2021
- Cécile Renouard et Xavier de Bénazé, Rouvrir l'horizon – Manifeste d'espérance engagée, Éditions Emmanuel, 2023
- Emmanuel Delrieu, Comment garder les pieds sur Terre quand tout fout le camp, Gap, Éditions Le Souffle d'Or, 2024

### Traductions
- Kallistos Ware, Le royaume intérieur, Paris, Éditions du Cerf & Le Sel de la Terre, 1993
- Alla Selawry, Jean de Cronstadt, Paris, Éditions du Cerf & Le Sel de la Terre, 2001
- Kallistos Ware, Tout ce qui vit est saint, Paris, Éditions du Cerf & Le Sel de la Terre, 2003
- Kallistos Ware, L’île au-delà du monde, Paris, Éditions du Cerf & Le Sel de la Terre, 2005
- Peter Niggli, À qui profite l'aide au développement ? Controverses et nouvelles pistes, Lausanne, En Bas, 2008
- Peter Niggli, Au-delà de la confusion du monde – Analyses et actions de politique de développement, Lausanne, En Bas, 2015